# Los Palacios y Villafranca

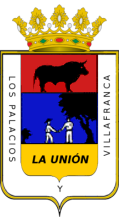
the sign

Los Palacios y Villafranca este un municipiu în provincia Sevilia, Andaluzia, Spania cu o populație de 33.461 locuitori.

## Personalități născute aici
- Pablo Martín Páez Gavira (cunoscut ca Gavi, n. 2004), fotbalist.